# Vaemla
Vaemla − wieś w Estonii, w prowincji Hiuma, w gminie Käina.